# 马丁·克里德
马丁·克里德（Martin Creed，1968年—），生于英国韦克菲尔德，英国艺术家及音乐家。他以《作品227：这些灯会忽明忽暗》获得2001年透纳奖。

## 早年经历与教育
马丁·克里德出生在英国韦克菲尔德，父母均为贵格会教徒。3岁时因父亲工作变动举家迁至苏格兰格拉斯哥并在那里长大，之后在1986年至1990年之间于伦敦大学学院斯莱德美术学校学习艺术。 

## 音樂

### 主要领域
1987年之后，克里德以数字编号命名了他每一件作品，其中大多数的命名都是毫无感情色彩和描述性的。比如说，《作品79号：一些捏起来的蓝丁胶，滚成一个球并被压在墙上》，作品内容就如标题说的一样。同样的还有《作品88号，一团被捏成球的A4纸》也是如此。其他克里德知名的作品有《作品200号：在一个给定空间中有一半的空气》，该作品即一个房间的一半充斥着气球。 
1996年，理查德·龙和罗杰·艾克苓选择让克里德在东方国际展出作品。
克里德最出名的作品可能是他在2001年泰德美术馆特纳展览会上的获奖作品《作品227号，这些灯忽明忽暗》。这件被呈现的艺术品是一个空的房间里有周期性的开关的灯（开关频率一般为五秒一次）。正如特纳奖以往必须面对的一样，这件艺术品受到了外界诸多质疑，许多人质疑是否如此极简抽象的作品可以称之为艺术。马丁·克里德的作品经常遭遇许多过激的抗议行为：一个游客在克里德的空房间的墙壁上扔鸡蛋以作为对特纳奖的抗议，宣称克里德的作品不是真的艺术，并表示“油画在这个国家正在成为一种濒临失传的技艺”。具讽刺意味的是，在最近数年中，克里德一直在他举办的每一场展览中展出他的油画。在获得特纳奖之后十年中，他已经把展出的范围延伸到了全世界，包括一项大型调查所指出的楚萨迪基金会、米兰（《我喜欢事物》）、巴德大学、纽约（《感觉》），以及一个从伯明翰圣像画廊到到广岛和汉城的旅游展会。

### 音乐
克里德在1994年成立了一个叫Owada的乐队。1997年，他们以“大卫坎宁安钢琴”为商标放出了第一张专辑《一无所有》。在他的展览馆展览作品中也有声音的存在：一些门铃的片段和节拍器。1999年后他不再使用“Owada”这一乐队名。2000年，在多伦多的麦特罗艺术出版社他以个人名义放出了一张他自己的歌曲录音。他创造了自己的商标：电话录音，同时在2011年初发行了单曲《思考/不思考》，随之在2012年又放出了单曲《你去哪里》。之后的2012年，歌曲的出版进一步加速，并在五月在“摩西摩西唱片”旗下发行了两首双A单曲《去死》和《滚蛋》，然后又在同一出版商旗下于七月放出专辑《给你的爱》。这张唱片由大卫钱宁安、马丁克里德和漂亮男孩乐队一同制作。一个该唱片的特典版本由黑胶唱片厂制作。与该唱片同时发行的还有单曲《你是我的唯一》。
马丁·克里德和他的乐队在NME,com上被The Cribs选为“世界目前最热的乐队”，并邀请他们去客串The Cribs最近的英国巡回演唱会。马丁克里德同样为弗朗兹·费迪南所爱，后者经常在他的专辑里与他合作或成为联合制作人。

### 当前
对克里德来说制作音乐与他的其他艺术作品没有区别。比如他的《作品850号》中跑步者跑过泰特美术馆，他的音乐无比地简单，但立即给了听者一个很深的影响。《作品1197号：这个国家所有的铃铛在三分钟内尽可能地大声，响得尽可能快》被安排在2012年7月27日上午8点12分来预报伦敦奥运会的开幕。
2010年．他为一首未来怀古冠军歌曲制作了封面，同时以自己和乐队在发布会上的出面来支持此曲的发行。
2009年他书写并精心设计的了《作品1020号》，一个由克里德自己的音乐、芭蕾、文字和电影组成的并在Lilian Baylis Studio呈现的现场表演。在2010年，《作品1020号》在爱丁堡特拉沃斯剧院作为艺穗节的一部分上演。最近一次该作品上演是在2001年6月21日伦敦德勒威尔斯剧院。
一些克里德的作品使用霓虹灯标志。在这些作品中，标题通常会说明这些标志是什么意思。这些作品包括《作品220号：不要着急》和安置在伦敦泰特艺术馆的《作品232号：整个世界+这件作品=整个世界》。
2011年，克里德把作品捐献给了英国退休慈善会和环境正义协会。二十件T恤与他的《作品531号》一同制作，每一件都在伦敦手工丝网印刷并且在领子内有独立编号。这些T恤都捐予了慈善。克里德依旧在国际上展出作品并经常做访谈以及与他的乐队进行现场表演。
克里德的视觉作品由豪瑟沃斯和凯文布朗娱乐出版。他的音乐由Novello & Co（音乐销售集团的一部分）出版。他与唱片商标摩西摩西一起工作。

## 展出

### 个人展
2014
- "What's the point of it?", Hayward Gallery, London, England

2013
- "Martin Creed: Scales", Aldrich Contemporary Art Museum, Ridgefield CT
- "Martin Creed", Hauser & Wirth and Gavin Brown's enterprise, New York NY
- "Artist Rooms: Martin Creed", Ferens Art Gallery, Hull, England
- "Martin Creed", Galleria Lorcan O'Neill Roma, Rome, Italia
- "Martin Creed", The Warhol, Pittsburg PA
- "Nuit Blanche Paris, Work No. 1676: All the Bells", 3 minutes at 19:00, Paris, France

2012
- "Martin Creed" MALI, Lima, Peru
- "Work No. 268", Pavement Gallery, Manchester, England
- "Work No. 965: Half the air in a given space", Cleveland Art Museum, Cleveland OH

2011
- "Work No. 1059", Scotsman Steps, Edinburgh, Scotland[8]
- "Martin Creed: Works", MARCO, Vigo, Spain
- "Things/Cosas", Sala Alcala 31, Madrid, Spain
- "Martin Creed: Collected Works", Rennie Collection, Vancouver, Canada
- "Sightings: Martin Creed", Nasher Sculpture Center, Dallas TX[9]
- "Mothers", Hauser & Wirth, London, England

2010
- "Martin Creed: Work No. 409", Southbank Centre Chorus Festival, London, England
- "Down Over Up", Fruitmarket Gallery, Edinburgh, Scotland
- "Ballet: Work No. 1020", (Part of Edinburgh Festival) Traverse Theatre, Edinburgh, Scotland
- The Common Guild, Glasgow, Scotland

2009
- Hauser & Wirth, Zurich, Switzerland
- Hiroshima City Museum of Contemporary Art, Hiroshima, Japan (Travelling Exhibition)
- "Work No. 975: EVERYTHING IS GOING TO BE ALRIGHT", Scottish National Gallery of Modern Art, Edinburgh, Scotland
- Artsonje Center, Seoul, Korea (Travelling Exhibition)

2008
- "Martin Creed", Galleria Lorcan O'Neill Roma, Rome, Italia
- Ikon Gallery, Birmingham, England (Travelling Exhibition)

2007
- "Feelings", Hessel Museum of Art and CCS Galleries, Bard College, Annandale-on-Hudson NY
- Hauser & Wirth Coppermill, London, England

2006
- "I Like Things", Fondazione Nicola Trussardi, Milan, Italy
- Hauser & Wirth Zurich, Zurich, Switzerland
- "Martin Creed"s Variety Show", Tate Modern, London, England

2005
- "Work No. 409", Ikon Gallery, Birmingham, England (Permanent Installation)

2004
- Hauser & Wirth, London, England
- "The whole world + the work = the whole world"',' Centre for Contemporary Art, Udjadowski Castle, Warsaw, Poland

2003
- Kunsthalle Bern, Berne, Switzerland
- "Work No. 289", The British School, Rome, Italy

2000
- "Art Now: Martin Creed", Tate Britain, London, England

### 團體展
2012
- "Artists Rooms: Martin Creed", Tate Liverpool, Liverpool, England

2011
- "ILLUMInations", Venice Biennale, Venice, Italy
- "Open House"',' Singapore Biennale, Singapore
- "Summer Collection Display", Tate St Ives, Cornwall, England
- "8½: A Selection of works from the exhibitions organized by the Fondazione Nicola Trussardi from 2003 to the present", Stazione Leopolda, Florence, Italy